# Capolador

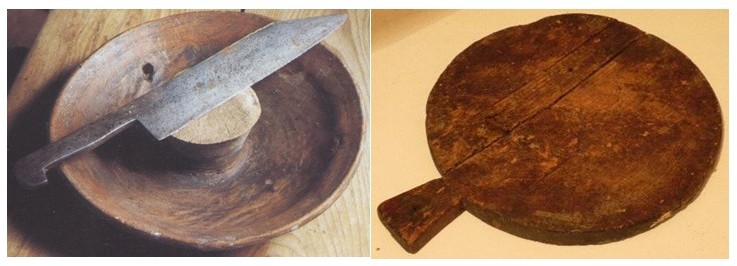
Capoladors, de fusta, tradicionals en la matança del porc (Àvila, Espanya)

Un tallador, capolador, post o taula de trinxar, és un objecte de la vaixella tradicional, de fang o de fusta, usat preferentment per a tallar i capolar el producte de la matança del porc. Morfològicament són diferents els talladors ceràmics, recipients sense anses, de fons pla o lleugerament còncau, del tallador de fusta, en general rodó, gruixut, pla i amb un ressalt al centre.

## Eltallador de terrissaire
En la península ibèrica, el tallador de terrissaire està documentat arqueològicament d'ençà del segle xiv i descrit com a font amb anillo solero, paret curvilínia i llavi triangular caigut. L'interior, única part de la peça engalbada, sol decorar-se en algunes zones amb la tècnica coneguda com a verd i morat. S'han trobat talladores de dues grandàries: mitjà i gran.Diversos estudis defensen i documenten la personalitat morfològica del tallador, diferenciant-ho de plats, fonts, escudelles i cassoles. Ja el 1944, Manuel González Martí parlava dels talladors, descrivint-los com a plats per a trinxar grans i plans de la família de les plates valencianes. Olatz Villanueva ho desglossa d'un grup genèric d'uns sis-cents exemplars de la vaixella catalogada en una sèrie de prospeccions arqueològiques a la ciutat de Valladolid. Martí i Pascual la consideren peça aliena a la ceràmica islàmica i justifiquen la seva presència en la vaixella baixmedieval valenciana per influència de l'àrea cristiana catalana. Per a altres especialistes, existeixen concomitàncias en forma i ús en exemplars de cadafs musulmans localitzats en jaciments de Mallorca (Santa Catalina de Sena) i València cabdal. Se'n conserven exemples en els museus arqueològics de Terol i Saragossa.
A Àvila, on és part de la vaixella tradicional, s'acompanya d'una mitjalluna.